# Geryonia proboscidalis
Geryonia proboscidalis är en nässeldjursart som först beskrevs av Forskål 1775.  Geryonia proboscidalis ingår i släktet Geryonia och familjen Geryoniidae. Inga underarter finns listade i Catalogue of Life.

## Bildgalleri

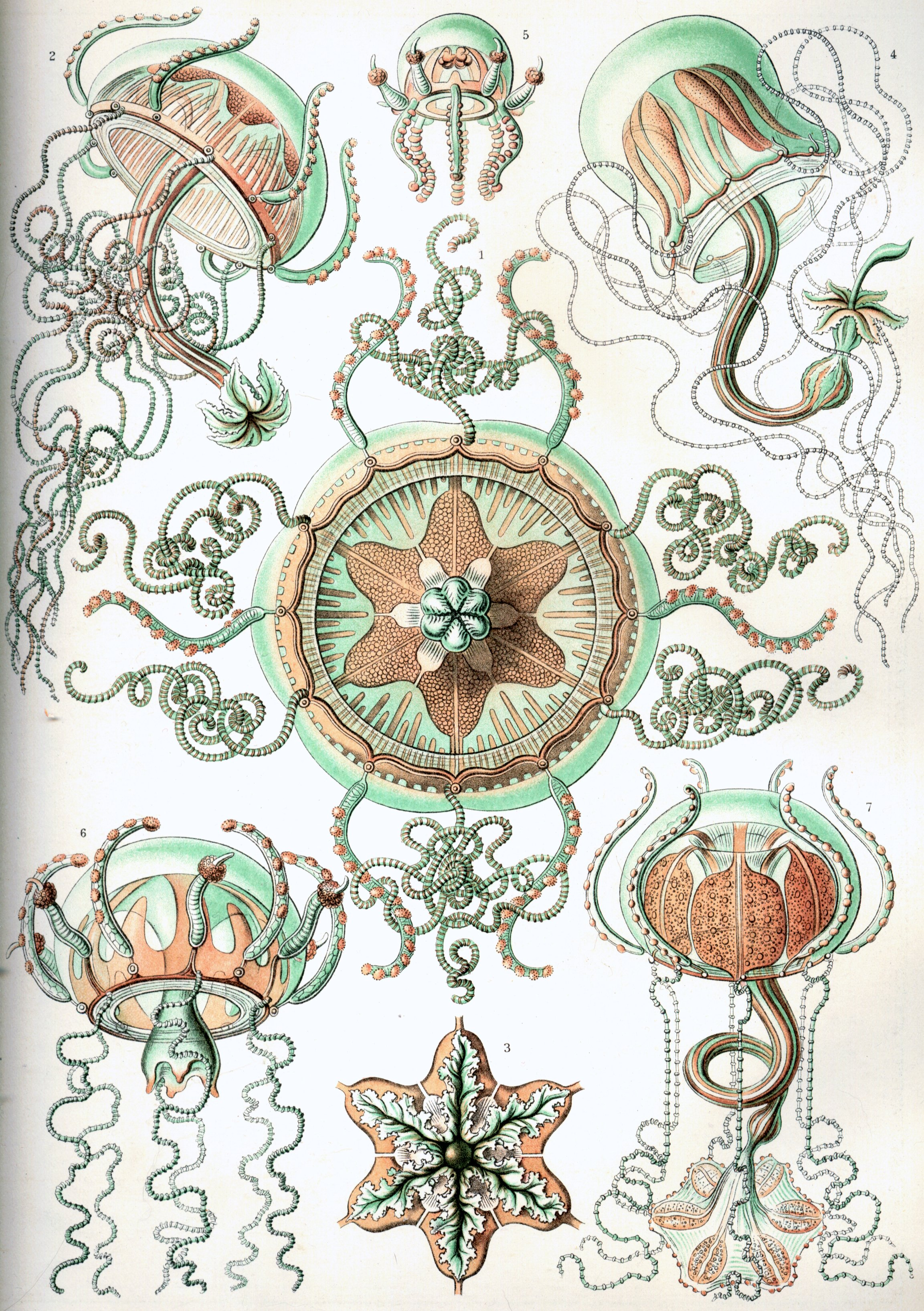